# Wallfahrtsbasilika St. Georg

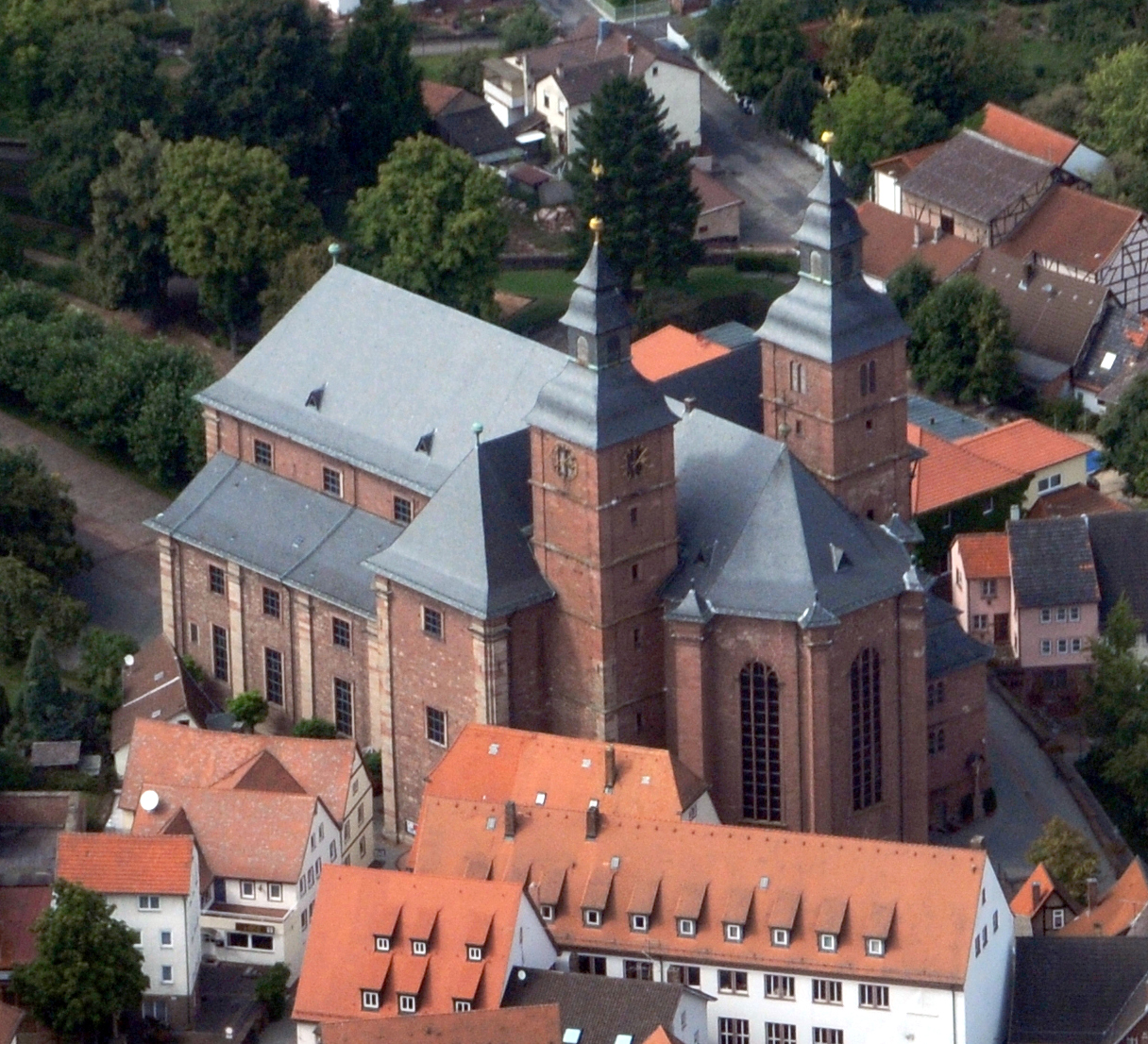
Wallfahrtsbasilika

Die Wallfahrtsbasilika St. Georg, auch Wallfahrtsbasilika zum Heiligen Blut genannt, ist eine katholische Kirche in Walldürn im Neckar-Odenwald-Kreis im Norden Baden-Württembergs. Sie wurde zwischen 1698 und 1728 erbaut. Nach dem Blutwunder von Walldürn 1330 entstand die Wallfahrt nach Walldürn, das zum größten eucharistischen Wallfahrtsort Deutschlands wurde. Die Kirche wurde 1962 von Papst Johannes XXIII. zur Basilica minor erhoben.

## Geschichte

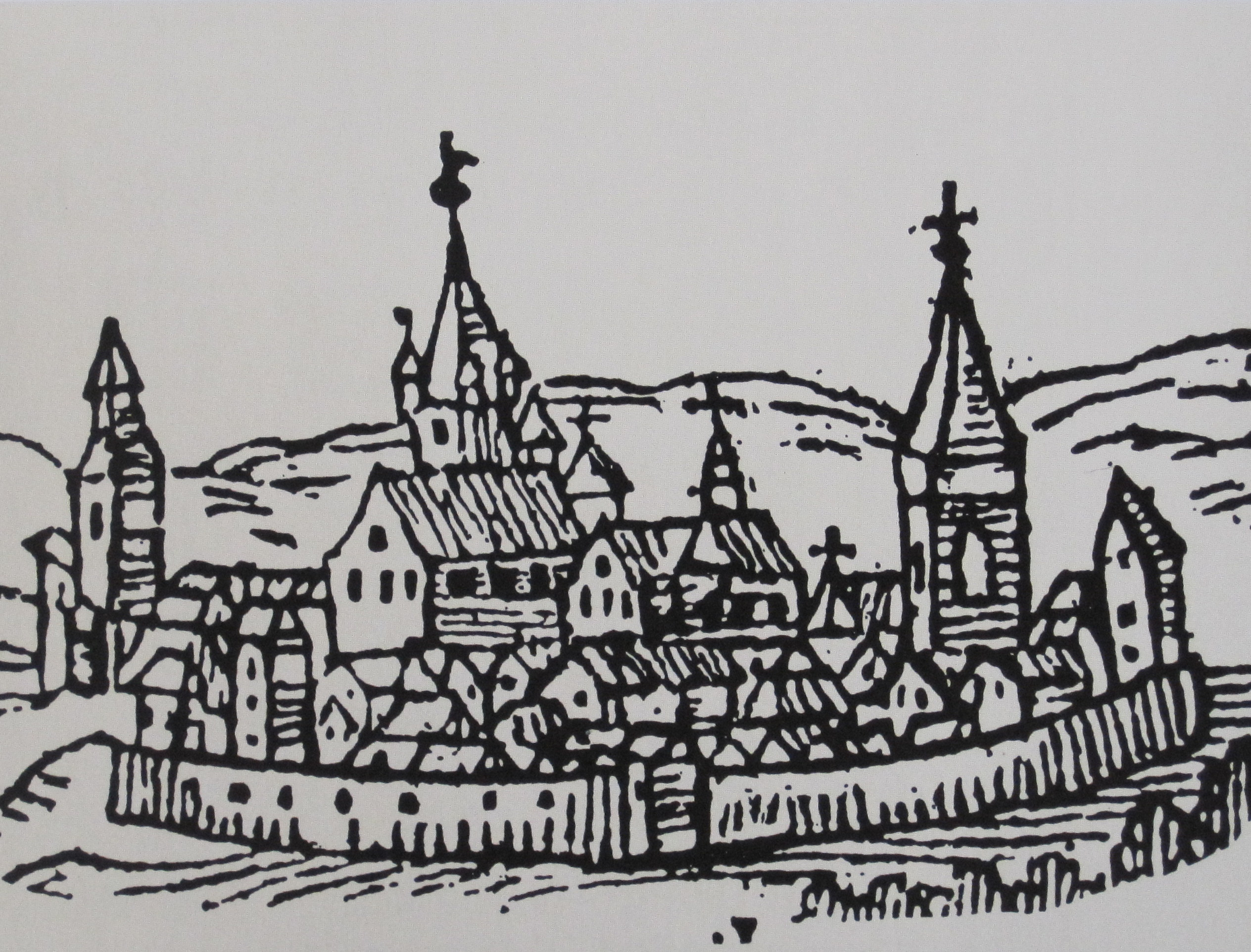
Ansicht von Walldürn mit der alten Kirche um 1670

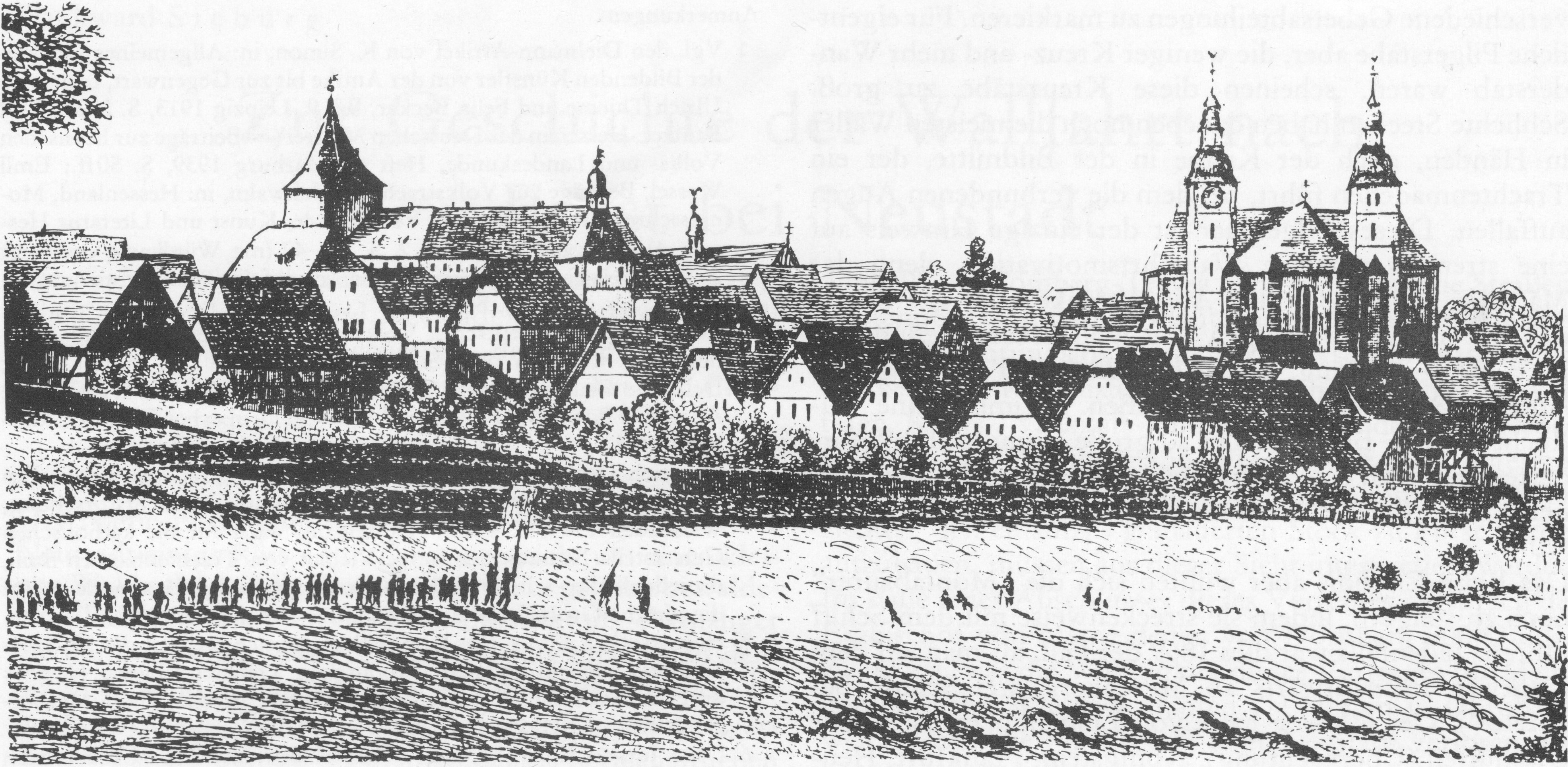
Pilgerzug um 1820

Walldürn wurde im Jahr 794 im Lorscher Codex erstmals urkundlich erwähnt.  1248 wurde erstmals ein Pfarrer im Ort genannt. Seit wann genau es eine Kirche oder eine Pfarrei gab, ist nicht bekannt. Jedoch missionierten Mönche des Klosters Amorbach, bei dem das Recht des Walldürner Kirchensatzes lag, die Gegend seit dem 8. Jahrhundert. 1277 veräußerte das Kloster das Recht an das Bistum Würzburg. 1294 verkauften Ruprecht von Dürn-Forchtenberg und sein Sohn die Stadt Walldürn und den ihnen nicht zustehenden Pfarrsatz an das Erzbistum Mainz. Um das Patronatsrecht gab es dann immer wieder Streitigkeiten zwischen Würzburg und Mainz. Der Zwist wurde erst 1656 beigelegt, als Johann Philipp von Schönborn sowohl Bischof von Würzburg als auch Erzbischof von Mainz war und einen großen Pfarreientausch zwischen den beiden Diözesen durchführte.
Um 1330 soll sich das Blutwunder von Walldürn ereignet haben, aus dem sich die Wallfahrt nach Walldürn entwickelte. 1445 bestätigte Papst Eugen IV. das Wunder und gewährte einen Ablass, was die Wallfahrt förderte. 1497 war eine Vergrößerung der Kirche notwendig. Sie hatte nun fünf Altäre, darunter den Blutaltar mit dem Korporale. Die Reformation hielt in Walldürn keinen Einzug, allerdings ließ die Beteiligung an der Wallfahrt stark nach. Um 1600 nahm der Pilgerstrom allmählich wieder zu, weswegen 1626 die Kirche umgebaut wurde und drei neue Altäre erhielt. Nach dem Dreißigjährigen Krieg blühte die Wallfahrt weiter auf, so dass die Kirche zu klein wurde. Oberamtmann Johann Franz Sebastian von Ostein sprach sich bei seinem Onkel Erzbischof Lothar Franz von Schönborn für einen Neubau aus. Der Bau wurde im Wesentlichen zwischen 1698 und 1714 ausgeführt, die Ausstattung folgte bis 1728.
1787 wurde im Erzbistum Mainz ein Teil des Kapitels Miltenberg abgetrennt und das Landkapitel Walldürn gebildet. Zu Beginn des 19. Jahrhunderts wurde die Stadt ein Teil Badens. Die Großherzöge verfolgten das Ziel, eine Diözese in Übereinstimmung mit den Grenzen des Landes zu bilden. So gelangte Walldürn 1817 zunächst zum bischöflichen Vikariat Bruchsal und schließlich 1821/27 zum neu gegründeten Erzbistum Freiburg. Das alte Landkapitel Walldürn, seit 1863 Dekanat, hatte weiter Bestand, bis es 1976 aufgelöst wurde. Heute gehört die Pfarrei zur Seelsorgeeinheit Walldürn im Dekanat Mosbach-Buchen. Die Pfarrei und die Wallfahrt wurden ab 1938 von den Augustinern betreut, 2007 übernahm diese Aufgabe die Danziger Provinz der Franziskaner-Minoriten.

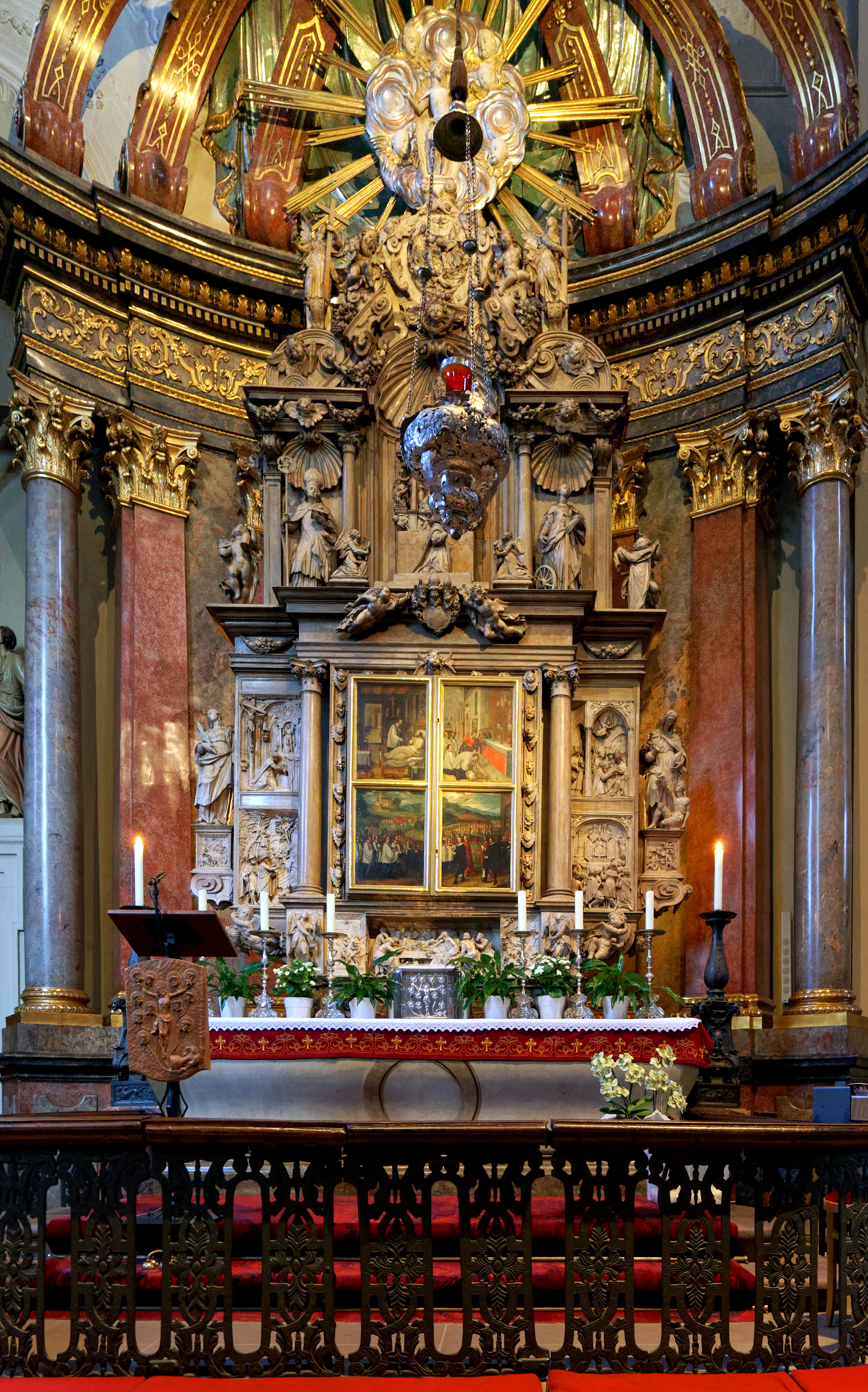
Blutaltar

## Beschreibung

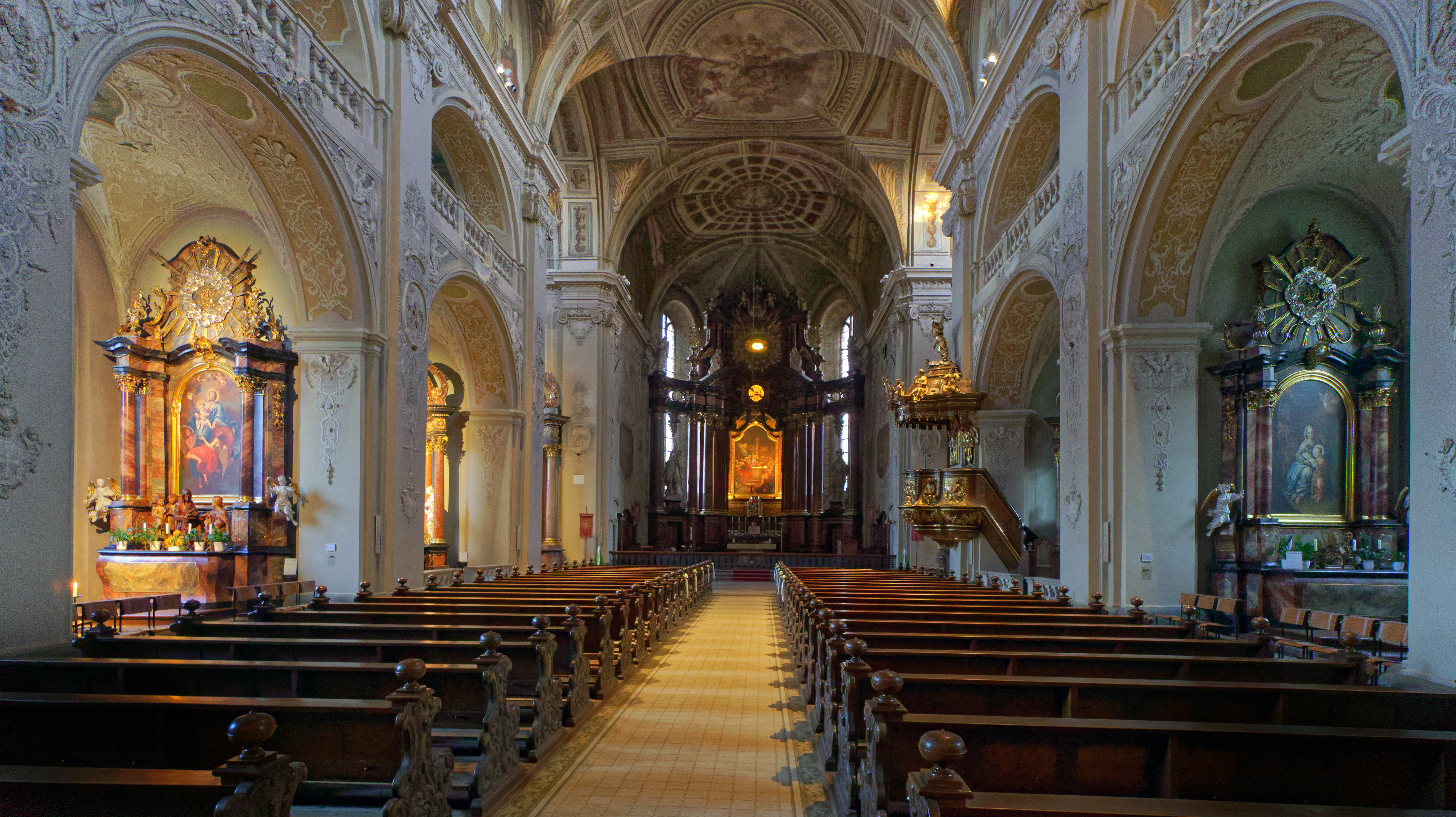
Innenraum, Blick zum Hauptaltar

Die Basilika ist ein Bau aus rotem Sandstein. Sie besitzt ein Querhaus und einen dreiseitig geschlossenen Chor, an dessen Seiten die beiden mit Laternen bekrönten Türme platziert sind. Chor, Querhaus und Langhaus sind mit abgewalmten Dächern gedeckt. Die Ecken sind mit Pilastern gegliedert. Ursprünglich sollten die Außenwände verputzt werden, was aber nie verwirklicht wurde.

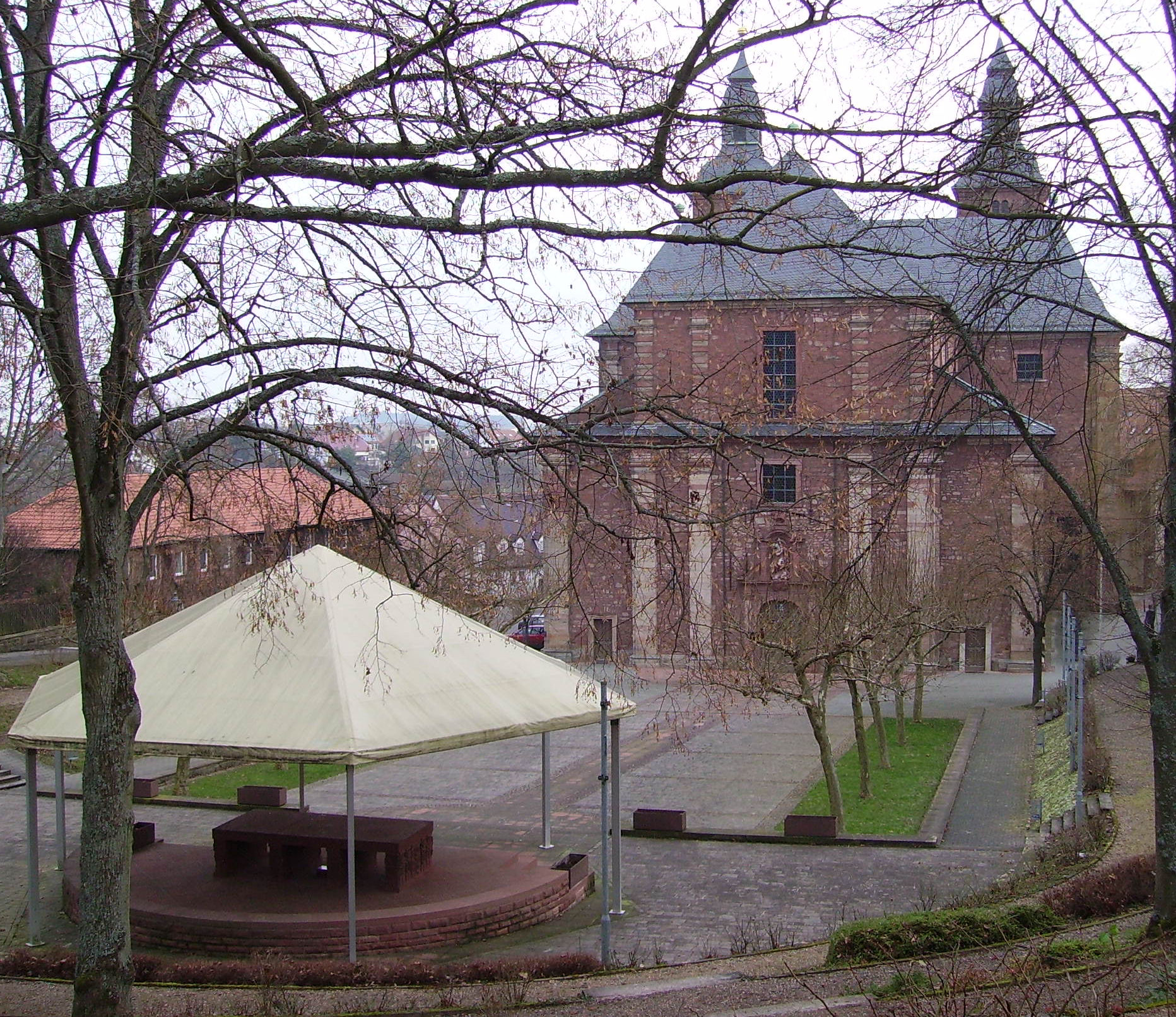
Ansicht von Westen mit dem Wallfahrtsplatz

Von der mittelalterlichen Kirche stammen noch die unteren Geschosse des Nordturms. Sie wurden um 1330 gebaut. Die Geschosse darüber sind Teil der spätgotischen Kirche von 1497. 1623 wurde für den Blutaltar eine Kapelle angebaut. Das kunstvolle Portal von Zacharias Juncker dem Älteren ist erhalten und führt heute in das nördliche Querschiff. Die beiden Engel wurden um 1950 gestiftet. Das westliche Hauptportal entwarf 1723 Johannes Weydt. Hier wurde das Wappen Papst Johannes’ XXIII. angebracht, der die Kirche 1962 zur Basilica minor erhob. Über dem Portal ist das Wappen des Bauherrn Erzbischof Lothar Franz von Schönborn zu sehen, darüber eine Darstellung des Erzengels Michael (zu erkennen an den für Erzengel typischen Flügeln und am Schwert) und nicht des Patrons Hl. Georg, dieser wird immer mit einer Lanze und ohne Flügel dargestellt.
Schauseite war beim Bau der an einem Hang gelegenen Kirche die östliche Choransicht. Im Süden und Norden ragte die Bebauung nahe an die Kirche heran, und im Westen war der Friedhof mit einer Mauer. Der Wallfahrtsplatz, der sich heute dort befindet, wurde erst nach dem Zweiten Weltkrieg angelegt. Außerdem ist hier eine Kapelle mit einer Lourdesgrotte. Das Innere dieser Kapelle wurde am 19. Juni 2017 bei einem Brand zerstört; es entstand ein Schaden von mindestens 250.000 Euro. Nach dem Abschluss der Renovierungsarbeiten im Jahr 2018 ist diese wieder geöffnet.

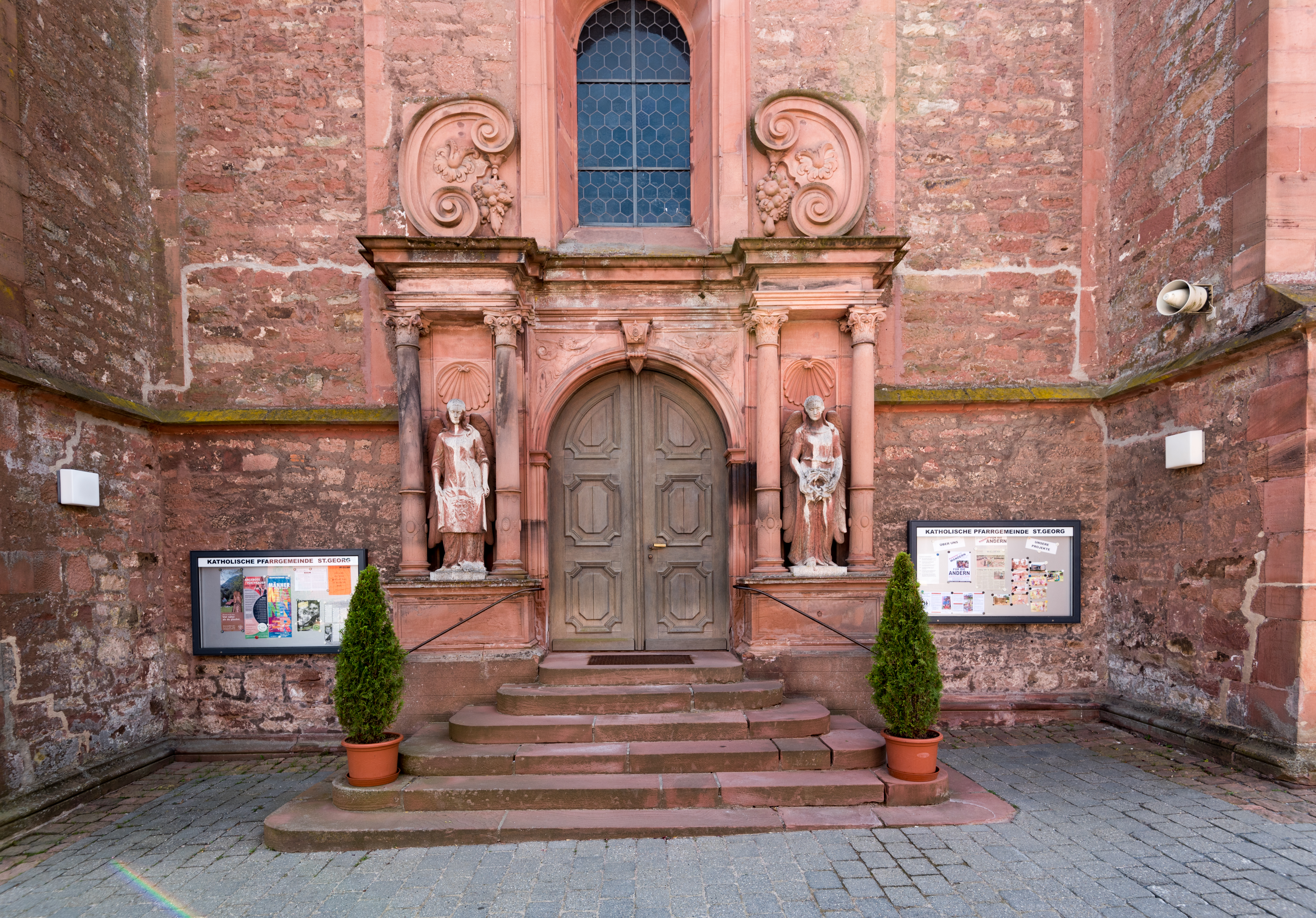
Nördliches Portal
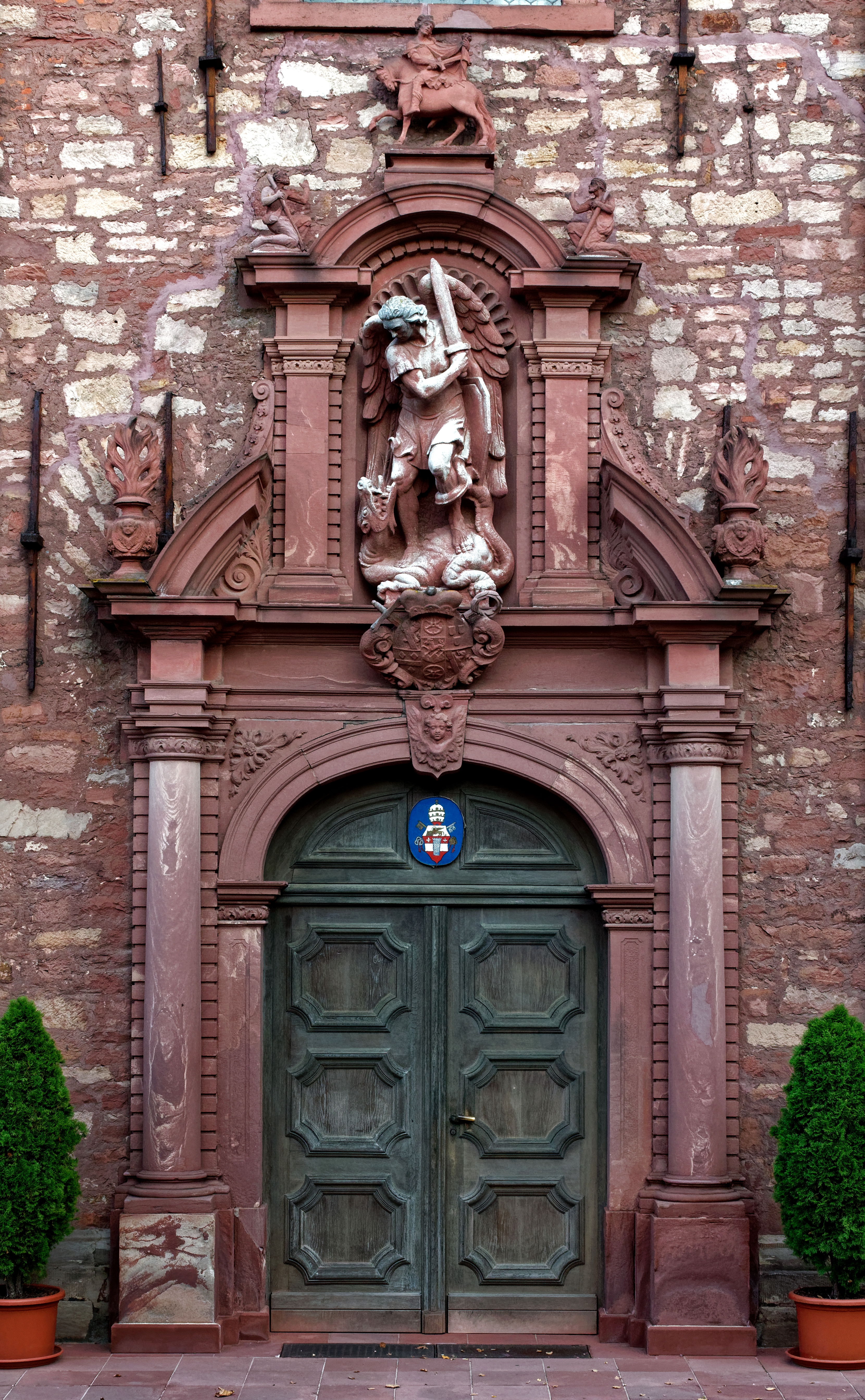
Westliches Portal
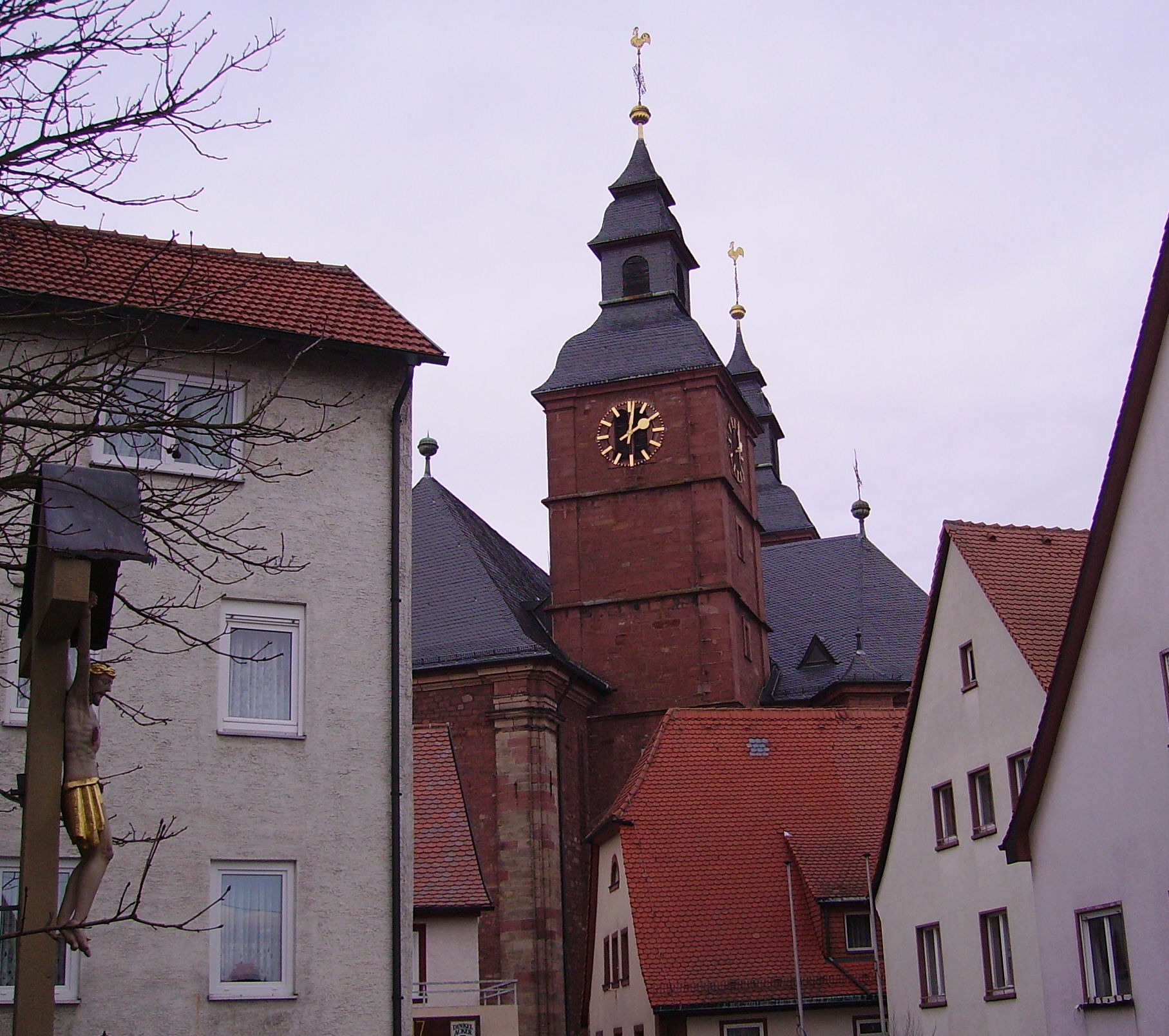
Ansicht von Süden
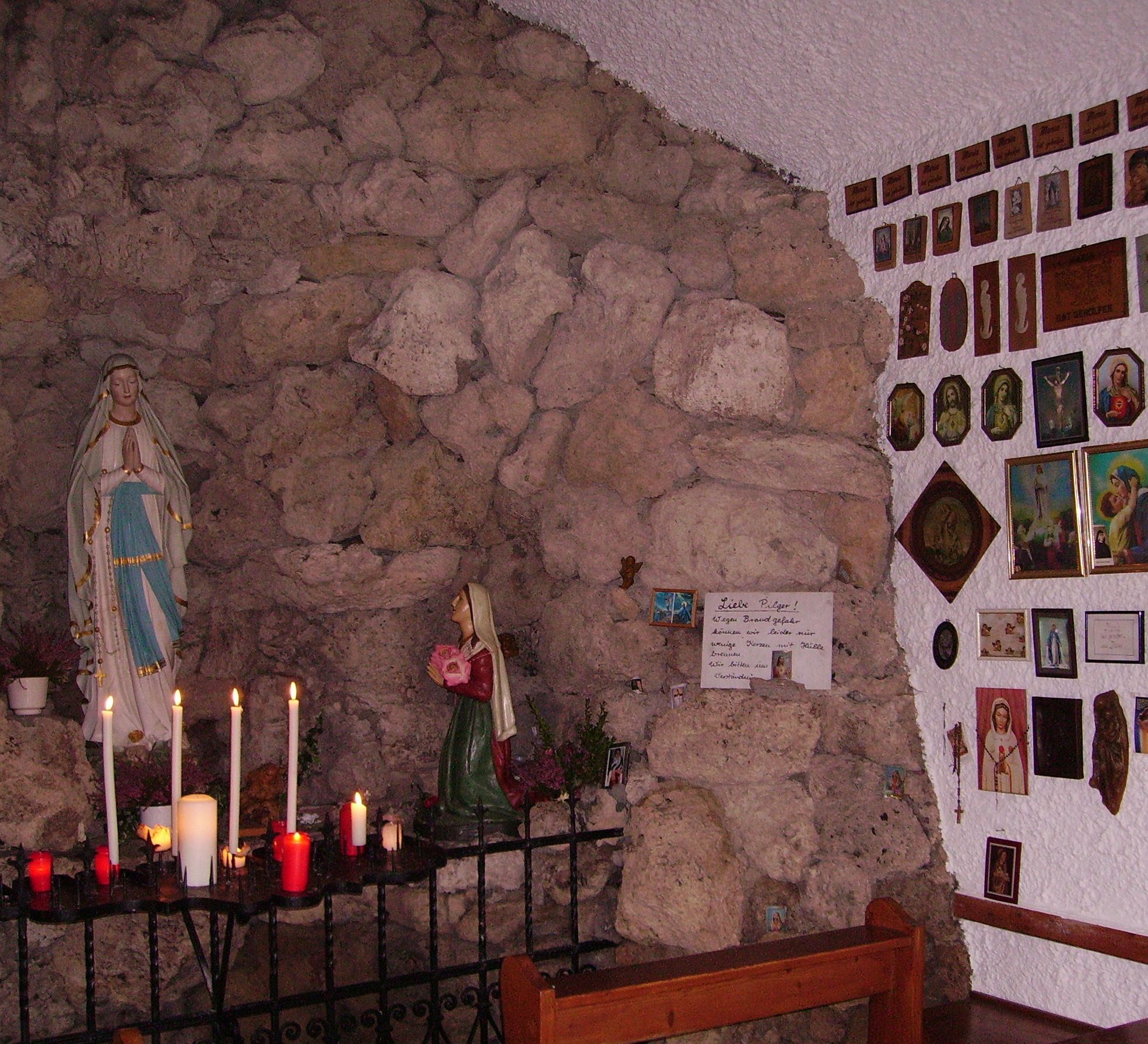
Lourdesgrotte

Das basilikaähnliche Langhaus besitzt vier kreuzgewölbte Joche. Die illusionistische Deckenmalerei, die eine Wölbung vortäuscht, stammt von Giovanni Francesco Marchini. Die Gemälde stellen die Heilige Familie, den hl. Martin und die Flucht nach Ägypten und, in der Vierung, den hl. Georg dar. Weitere Gemälde Marchinis finden sich im Chor, im Querhaus, in den Kapellenwölbungen und an den Seiten des Langhauses.
Künstlerisch herausragend sind die Stuckarbeiten von Georg Hennicke, darunter die Kreuzwegstationen. Das Bandelwerk schuf er im Bérainstil. Die Kanzel ist eine Schöpfung der Brüder Melchior und Johann Georg Paulus. Auf ihr sind die vier Evangelisten und die Predigt des Paulus dargestellt. Das Wappen ist das des Bauherrn Erzbischof Lothar Franz von Schönborn. Es findet sich in der Kirche auch am Hauptaltar und am Franziskusaltar wieder.

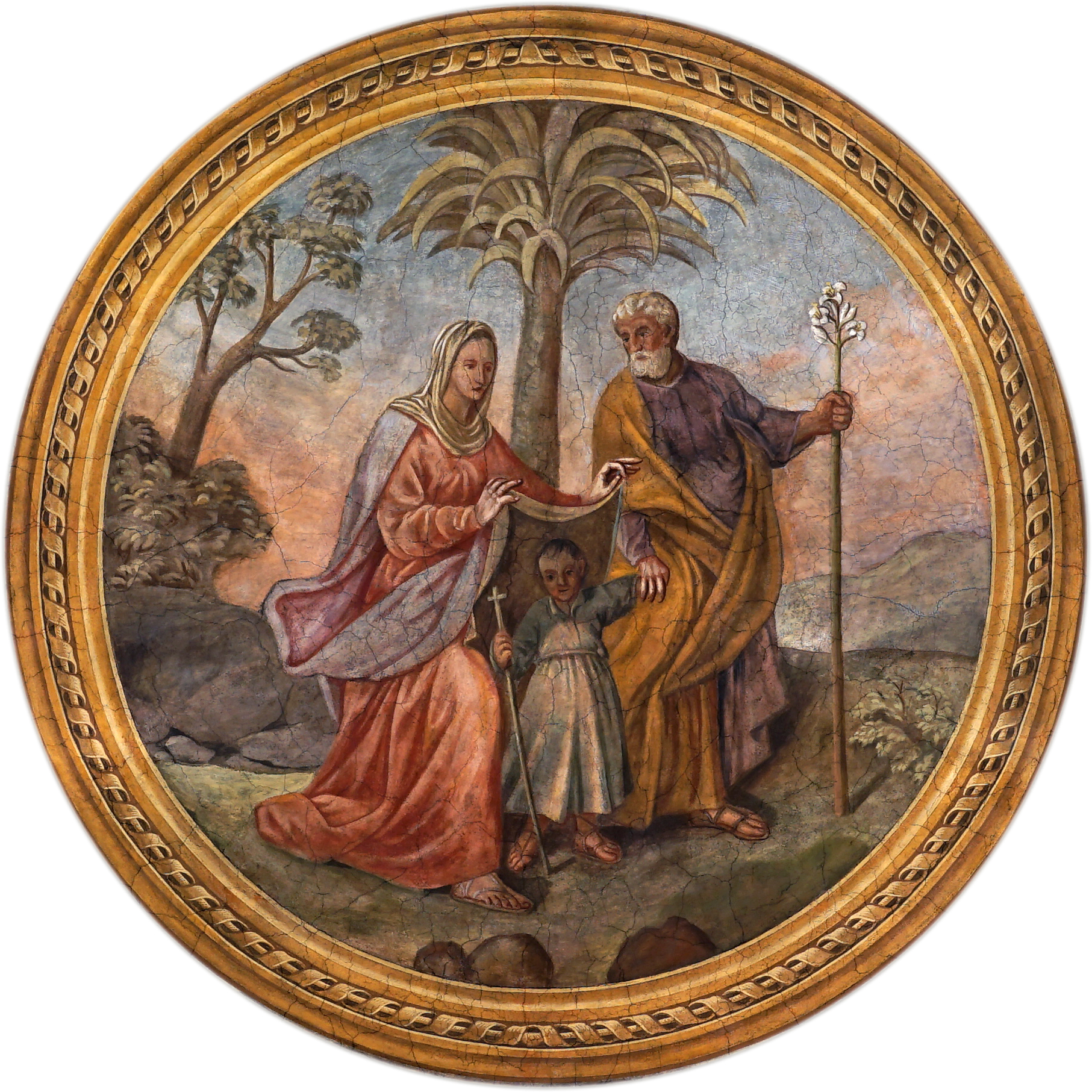
Hl. Familie von Marchini
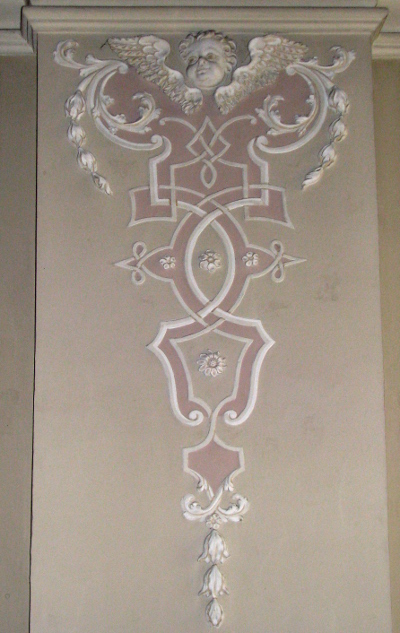
Bandelwerk von Hennicke
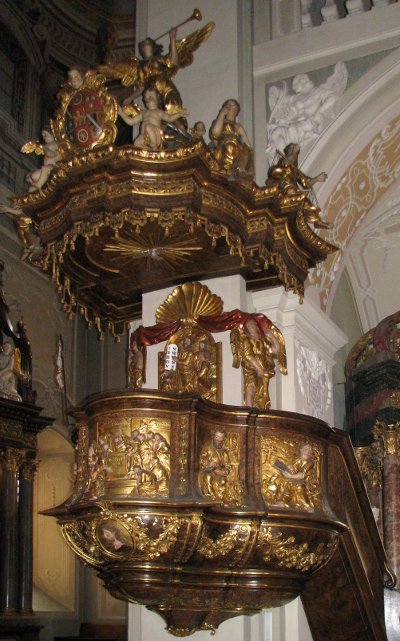
Kanzel
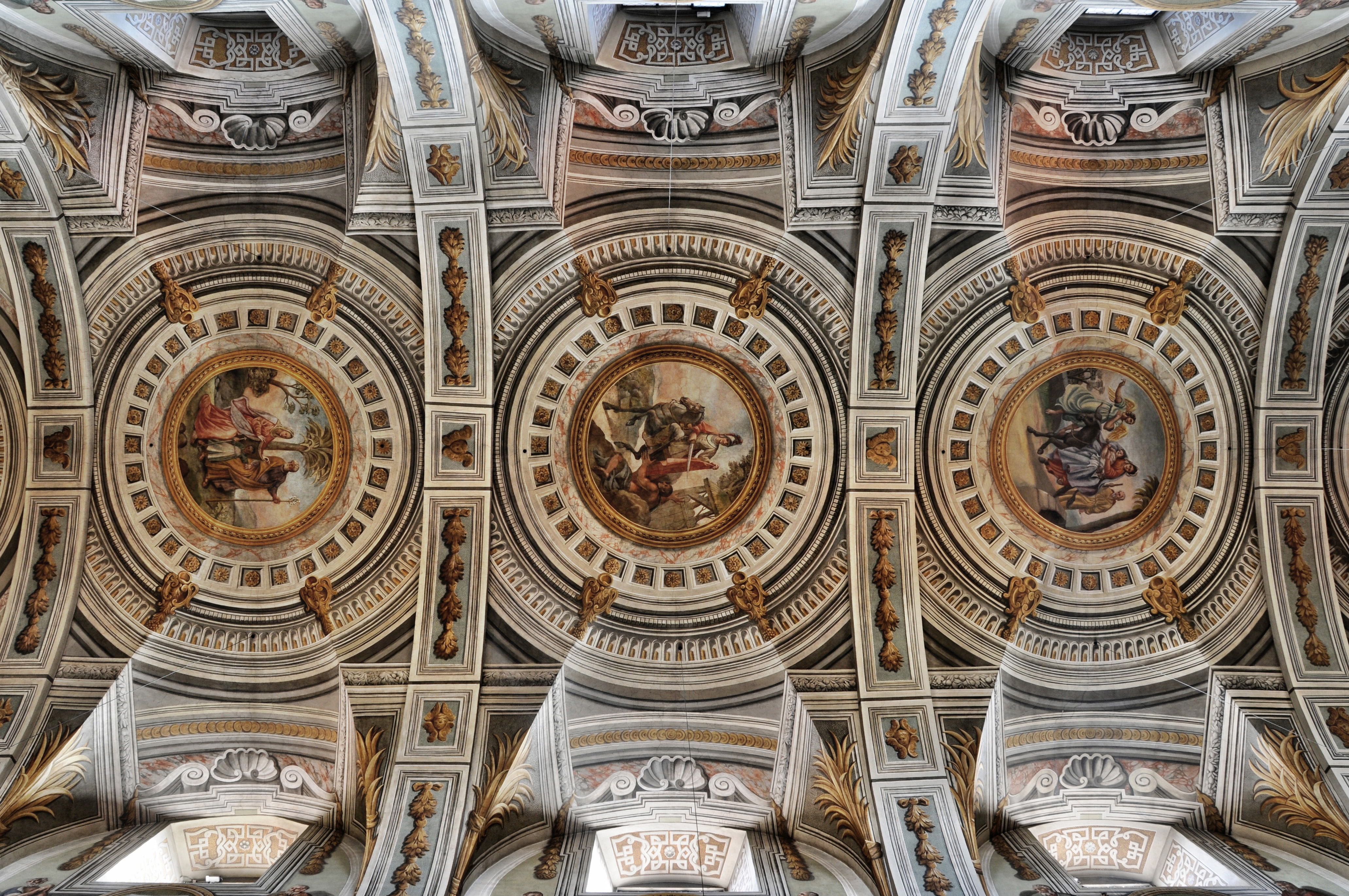
Decke im Langhaus

Blickfang der Kirche ist der Hauptaltar. Er wurde vom schwäbischen Künstler Christian Mayer gestaltet. Die Bildhauerarbeiten stammen von den Gebrüdern Paulus, links befindet sich eine Statue des hl. Georg und rechts eine Statue des hl. Martin, des zweiten Kirchenpatrons. Das Altarblatt zeigt das Abendmahl. Es wurde wohl von Marchini entworfen, vollendet wurde das Gemälde 1728 von Joseph Scheubel.
Im linken Querhaus steht der Blutaltar mit dem Korporale des Blutwunders, Ursprung der Wallfahrt nach Walldürn. Der Altar wurde 1497 erstmals erwähnt. Das Retabel aus Sandstein mit Alabasterreliefs schuf 1626 Zacharias Juncker der Ältere. Die auf Kupfer gemalten Bilder stammen von Ulrich Büchler. Die Reliefs und Gemälde zeigen Szenen des Blutwunders. Das Tuch wird in einem Silberschrein aufbewahrt, der 1683 in Augsburg gefertigt wurde. Den Baldachin schuf 1730 Georg Hennicke.
Im rechten Querhaus steht der Muttergottesaltar, wiederum ein Werk Hennickes. In den Seitenkapellen des Langhauses befinden sich sechs weitere Altäre. Sie sind Franziskus, Johannes Nepomuk, Joseph, Anna, Antonius und Petrus geweiht.

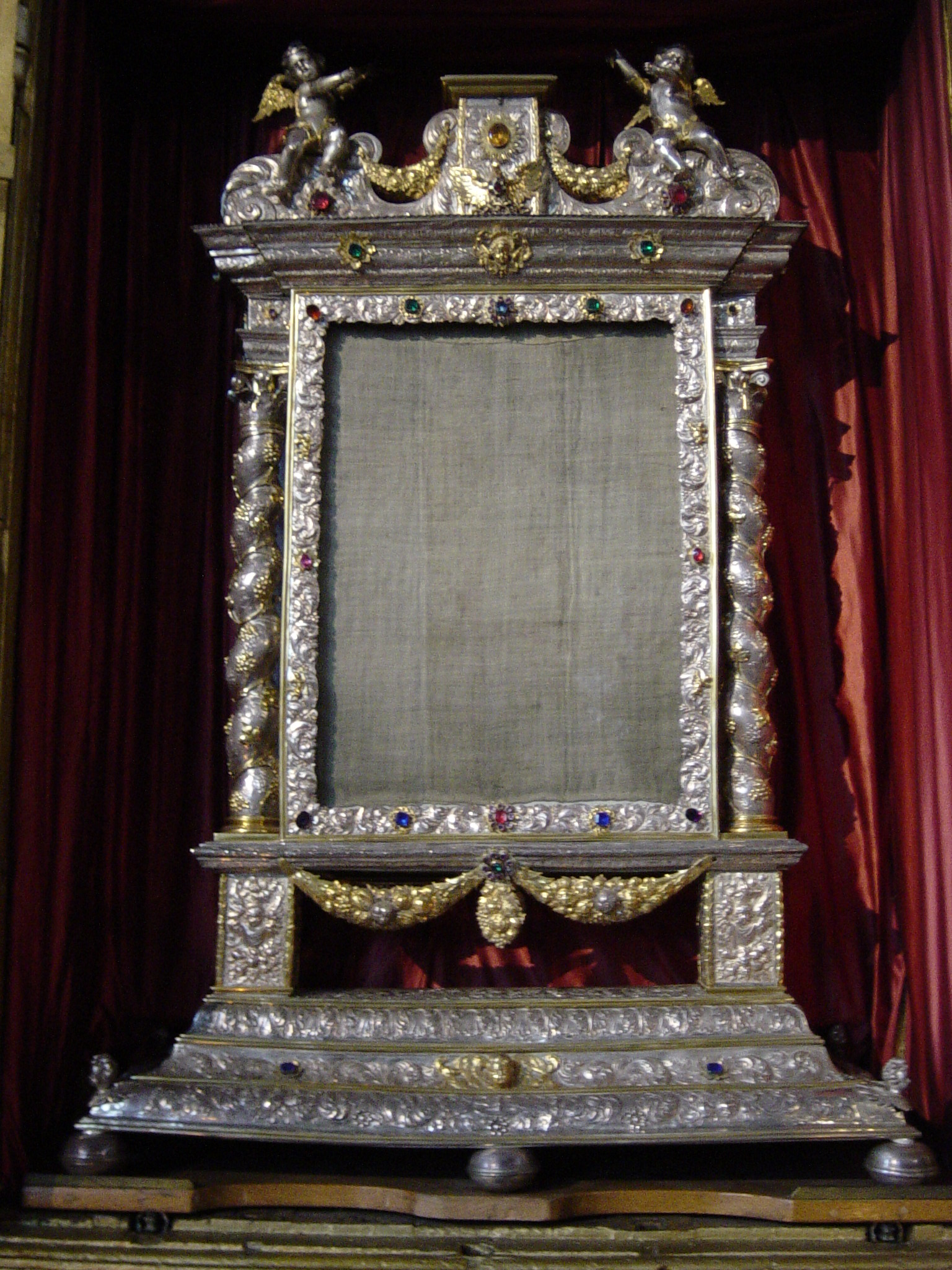
Schrein mit Korporale
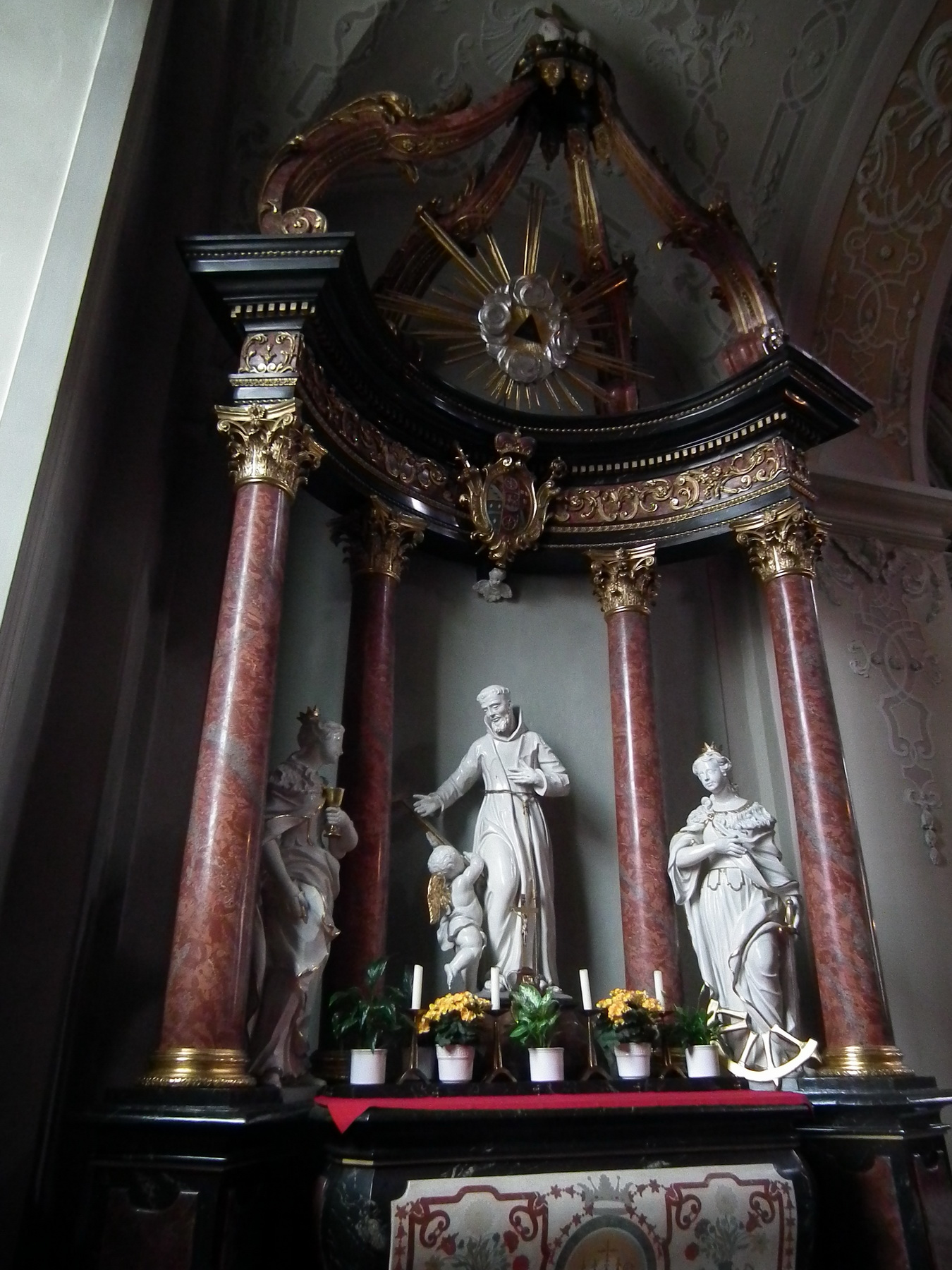
Seitenaltar
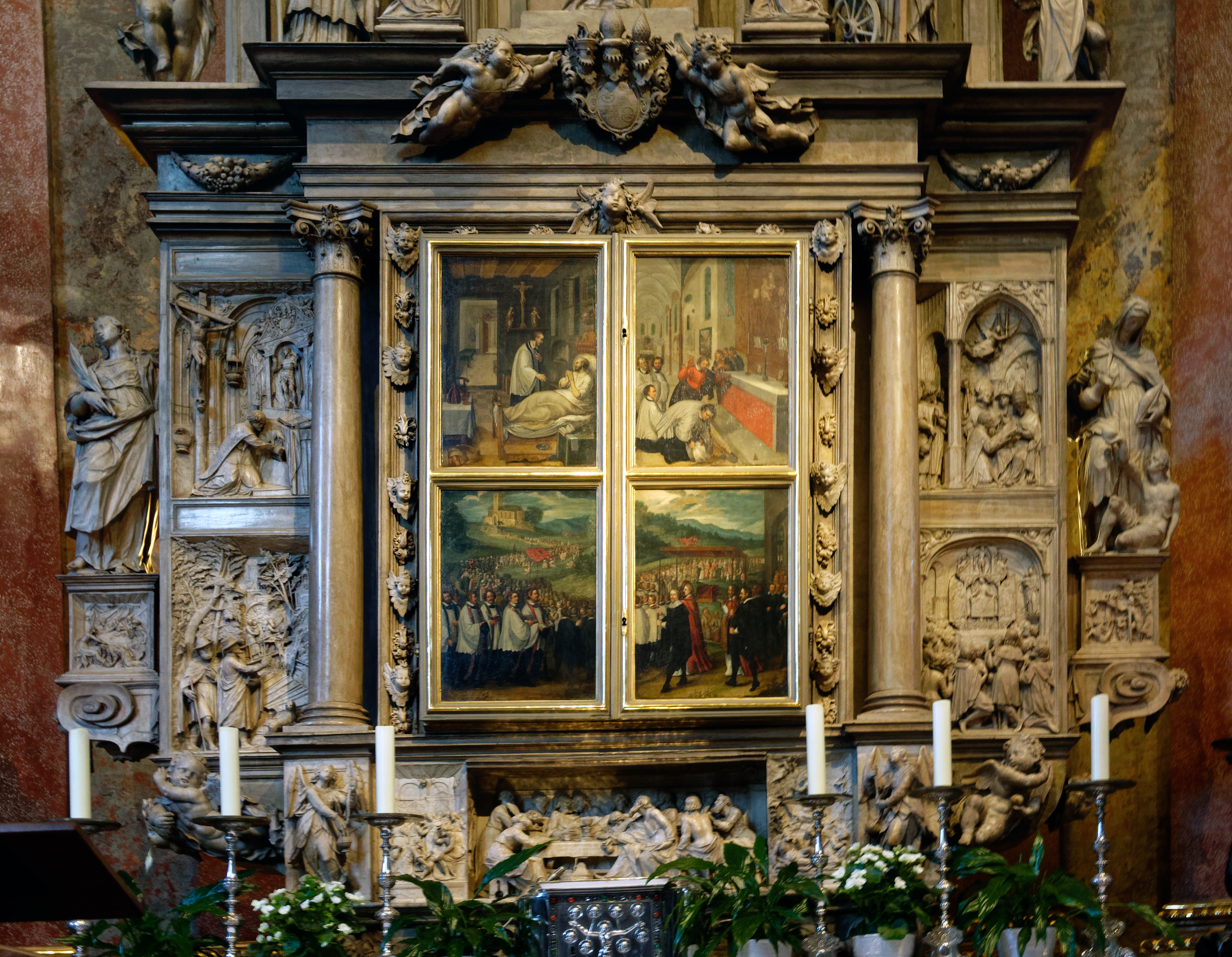
Detail des geschlossenen Blutaltars

## Orgel

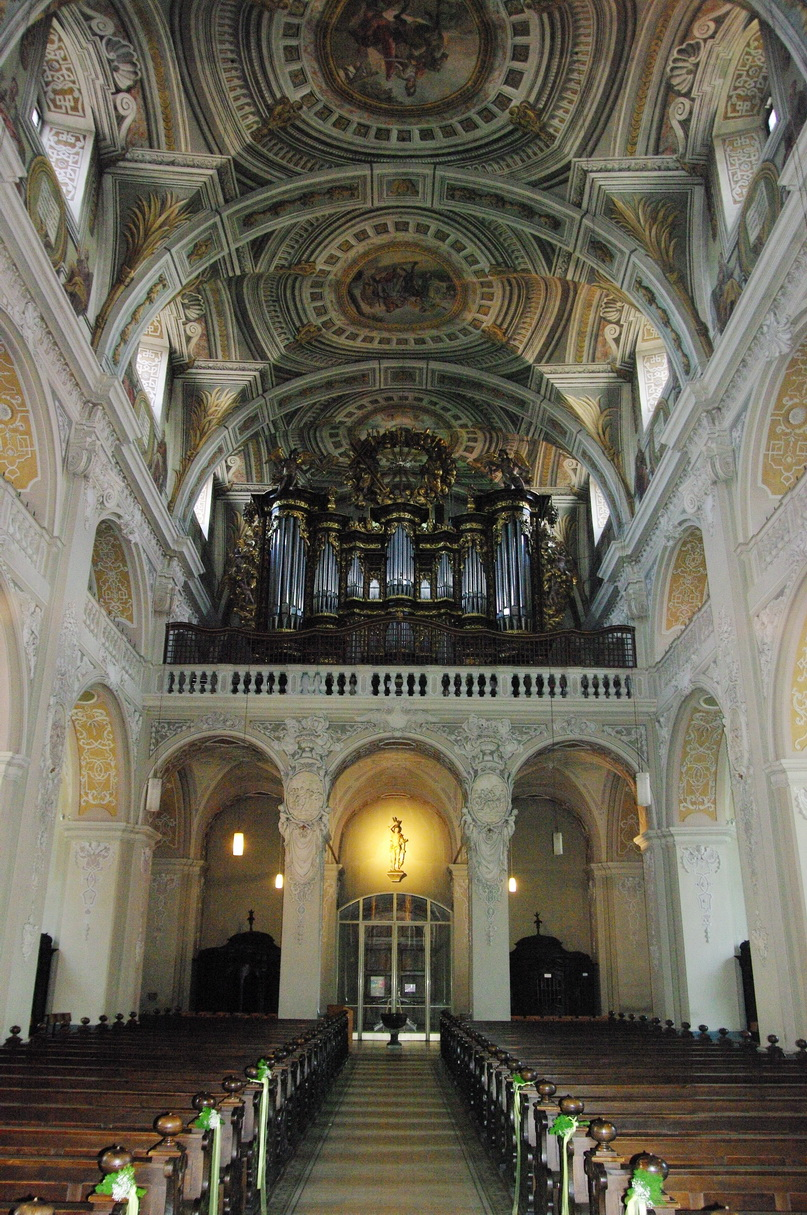
Westempore

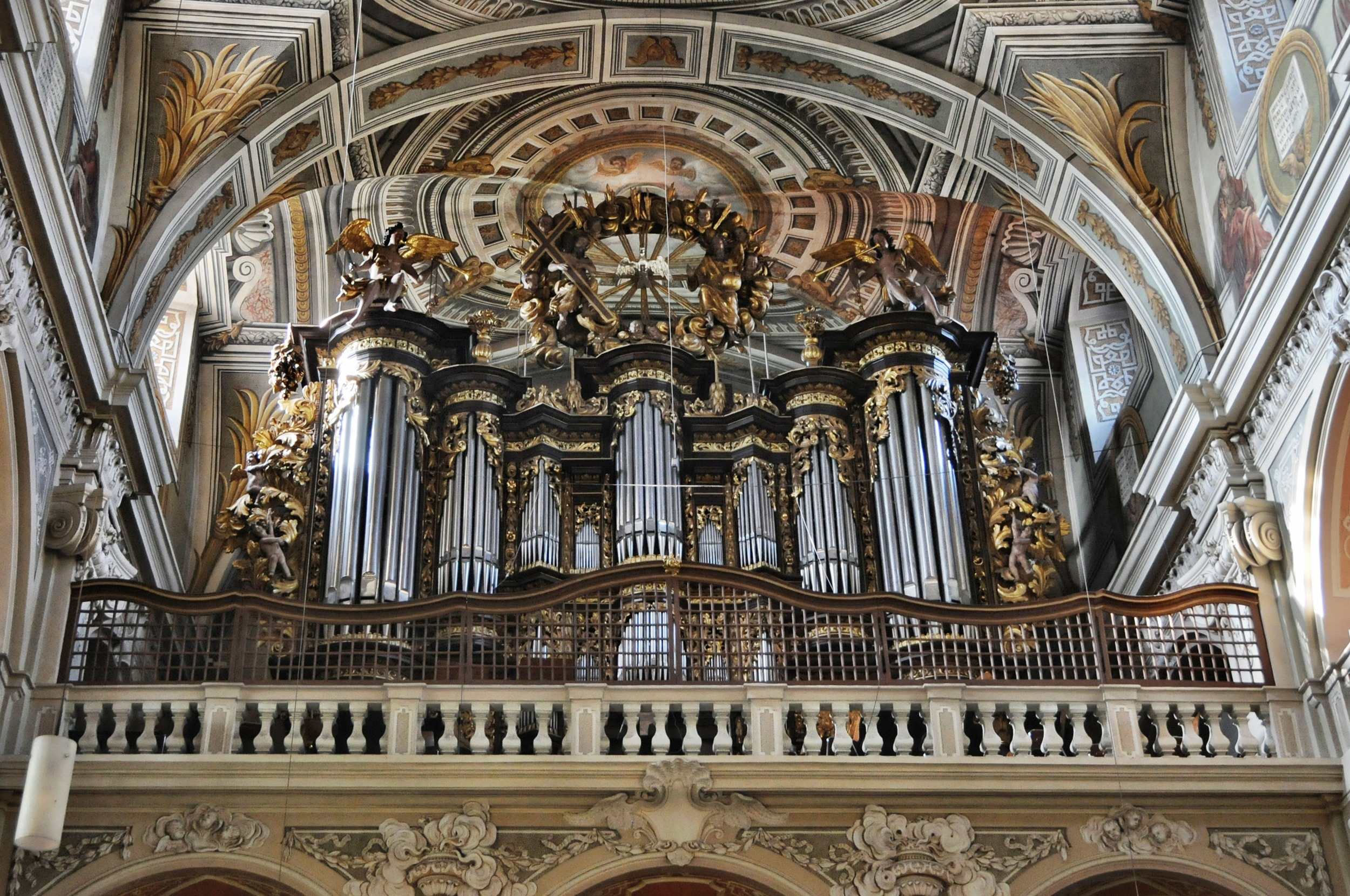
Orgel

1713 erhielt Christian Dauphin den Auftrag die Orgel für die neuerbaute Wallfahrtskirche in Dürn zu bauen. Erst sieben Jahre später konnte er den Bau beginnen, den er 1723 vollendet hat. Den Prospekt bzw. das Orgelgehäuse baute und gestaltete Georg Friedrich Schmiegd (auch Schmieg) aus Amorbach. Die farbige Fassung und die Vergoldung schuf 1731 Karl Wilhelm Zingerle. Diese Orgel in der Dürner Wallfahrtskirche war die größte Orgel die Dauphin je gebaut hatte. Das Instrument besaß 34 Register auf drei Manuale und Pedal, wovon aber tatsächlich nur 32 Register realisiert wurden. Sie stach schon nach der Erbauung dadurch hervor, in dem sie an sich schon eines der größten Orgelwerke in der süddeutschen Orgellandschaft war und eine an das norddeutsche Werkprinzip angelehnte Disposition auf einer 32'-Basis im Pedal besaß, die trotzdem die originäre Eigenheit süddeutscher Orgeln mit dem Prinzip der Unterscheidlichen und des Pars Major/Pars Minor aufwies. Im 19. und 20. Jahrhundert wurde mindestens ein Orgelneubau durchgeführt, spätestens aber bei einem Orgelneubau 1904 wurde die Dauphin-Orgel und somit auch die meisten der originalen Teile dieser Orgel endgültig vernichtet. 1904 entstand eine deutsch-romantische Orgel, die das Gehäuse von Schmiegd nicht berücksichtigt hat. Diese dreimanualige Orgel wurde hinter und nicht in das erhaltene Gehäuse gebaut. Nach dem Zweiten Weltkrieg gab es mehrere größere Maßnahmen, die an der Orgel durchgeführt wurden. Unter anderem wurde 1960 in das historische Orgelgehäuse (vor der eigentlichen Orgel) ein Blindprospekt (nicht spielbare Pfeifen, nur für die optische Gestalt) eingebaut. Das "letzte" Instrument vor 1975 besaß drei Manuale (darunter auch ein Schwellwerk) und Pedal auf elektropneumatischen Taschenladen und einen freistehenden Spieltisch auf der Orgelempore. Die heutige Orgelanlage wurde 1975 von Hans Theodor Vleugels erbaut. Es sollte ein rekonstruktiver Neubau der Orgel von Dauphin in das erhaltene historische Gehäuse werden. Dies verstand sich als eine Hommage an die Bedeutung der ursprünglichen Orgel von Dauphin. Doch entschied man sich dazu einige kleinere Veränderungen an der historischen Disposition, die man sich zur Vorlage nahm, vorzunehmen. So erhielt das neue Orgelwerk 40 Register auf drei Manuale und Pedal. In den Jahren 1997/1998 führte Orgelbaumeister Joachim Popp eine weitreichende Renovation und Neuintonation der Orgel durch. Das wurde notwendig, da die neobarocke Intonation den Ansprüchen nicht mehr standhielt und das verbaute Material schon stark verschlissen war. Es wurden auch hier Veränderungen der Disposition und Tausch einiger Pfeifen und Register vorgenommen. Zusätzlich wurde eine Setzeranlage mit 8 × 8 Speichermöglichkeiten auf je drei Ebenen (zwei davon schlüsselgesichert) eingebaut. Die Registertraktur ist elektrisch und die Tontraktur weist je nach (Teil-) Werk zum Teil verschiedene Trakturenarten auf, jedoch zum Großteil eine mechanische Tontraktur. Große Schwäche der Orgel ist die nicht konsequent umgesetzte Rekonstruktion der Dauphin-Orgel von 1723, denn mit ziemlicher Sicherheit besaß die Orgel auch terzhaltige Mixturen, die im heutigen Zustand gänzlich fehlen. Trotz der Entschärfung der neobarocken Intonation, sind doch einige Mensuren neobarock geblieben und ermöglichen kein authentisches Orgelspiel im süddeutsch-barocken Stil. Dieser Rekonstruktionsversuch ist somit ganz der Orgelbewegung zuzuschreiben.
| I Positiv CD–c3  |       |     |
| Lieblich Gedackt | 8′    | (V) |
| Principal        | 4′    | (D) |
| Salicional       | 4′    | (D) |
| Gemshorn         | 4′    | (D) |
| Quinta           | 2 ⁄3′ | (P) |
| Spitzflöte       | 2′    | (D) |
| Quinta           | 1 ⁄3′ | (D) |
| Mixtur V         | 1′    | (P) |
| Schallmey        | 8′    | (E) |
| Tacet            | 64′   | (V) |
| Tremulant        |       |     |

| II Hauptwerk CD–c3 |        |     |
| Quintatön          | 16′    | (D) |
| Principal          | 8′     | (D) |
| Gemshorn           | 8′     | (D) |
| Viola di Gamba     | 8′     | (D) |
| Pommer             | 8′     | (U) |
| Großgedackt        | 8′     | (D) |
| Quinta             | 5 1⁄3′ | (D) |
| Oktave             | 4′     | (D) |
| Quinta             | 2 ⁄3′  | (D) |
| Oktave             | 2′     | (D) |
| Mixtur V           | 2′     | (D) |
| Trompete           | 8′     | (D) |

| III Brustwerk CD–c3 |       |     |
| Gedackt             | 8′    | (D) |
| Quintatön           | 8′    | (D) |
| Principal           | 4′    | (D) |
| Oktave              | 2′    | (D) |
| Sesquialter II      | 2 ⁄3′ | (P) |
| Mixtur V            | 1 ⁄3′ | (P) |
| Sordino             | 8′    | (V) |
| Tremulant           |       |     |

| Pedalwerk CD–c1 |     |     |
| Großuntersatz   | 32′ | (D) |
| Principalbaß    | 16′ | (D) |
| Subbaß          | 16′ | (D) |
| Oktavbaß        | 8′  | (D) |
| Violinbaß       | 8′  | (D) |
| Oktavbaß        | 4′  | (V) |
| Flötbaß         | 2′  | (D) |
| Mixtur VI       | 4′  | (D) |
| Posaunbaß       | 16′ | (D) |
| Trompetenbaß    | 8′  | (V) |
| Clarionbaß      | 4′  | (V) |
| Cornett         | 2′  | (E) |

- Koppeln: I/II, III/II, I/P, II/P, III/P

(D) = verbaute Register der ursprünglichen Disposition von Dauphin, 1713/1723
(E) = nicht verbaute Register der ursprünglichen Disposition von Dauphin (vorgesehene Erweiterung), 1713/1723 (ursprünglich Schallmey 4', gerückt auf 8' durch Popp, 1998)
(V) = durch Vleugels in der historischen Disposition ergänzte Register
(U) = in der ursprünglichen Disposition von 1713/1723 Quintatön 8', Änderung in der Disposition für den Neubau 1975 durch Vleugels
(P) = durch Popp verändert, 1998 (Mixturen getauscht, Sesquialter von 3-fach auf 2-fach geändert, Quinta 2 2/3' statt Kleingedackt 4')

## Geläut
Die Wallfahrtskirche verfügt über ein sechsstimmiges Geläut der Glockengießerei Hamm, Frankenthal, aus dem Jahre 1949. Die Glocken sind auf zwei Türme verteilt. Im Südturm hängen die großen Glocken 1 und 2, im Nordturm die Glocken 3 bis 6.
| Glocke | Name                     | Gewicht | Durchmesser | Schlagton |
| ------ | ------------------------ | ------- | ----------- | --------- |
| 1      | Große Heilig-Blutsglocke | 3020 kg | 1754 mm     | h°-5      |
| 2      | St. Georgglocke          | 1780 kg | 1470 mm     | d′-5      |
| 3      | Muttergottesglocke       | 1290 kg | 1318 mm     | e′-6      |
| 4      | St. Augustinusglocke     | 0885 kg | 1150 mm     | fis′-7    |
| 5      | St. Monikaglocke         | 0499 kg | 0940 mm     | a′-7      |
| 6      | St. Josefglocke          | 0357 kg | 0835 mm     | h′-7      |